# Crash Bandicoot : La Vengeance de Cortex
Vous lisez un « article de qualité » labellisé en 2024.
Crash Bandicoot : La Vengeance de Cortex (Crash Bandicoot: The Wrath of Cortex dans la version originale ; Crash Bandicoot 4: Sakuretsu! Majin Power au Japon) est un jeu vidéo de plates-formes développé par Traveller's Tales et édité par Universal Interactive Studios sur PlayStation 2 en 2001, Xbox et GameCube en 2002. Il s'agit du quatrième opus de la série Crash Bandicoot, qui fait suite à Crash Bandicoot 3: Warped, sorti en novembre 1998.
Le scénario met en scène Crash Bandicoot et sa sœur Coco, qui doivent lutter contre Crunch Bandicoot, un bandicoot génétiquement modifié et doté d'un bras bionique, spécialement conçu par le Docteur Neo Cortex pour détruire Crash. Afin de rendre Crunch plus puissant, celui-ci est associé aux Masques des Éléments, des masques antiques libérés par Uka Uka, l'allié de Cortex. Il s'agit de Rok-Ko, le masque de la Terre ; Wa-Wa, le masque de l'Eau ; Py-Ro, le masque du Feu et Lo-Lo, le masque de l'Air. Dans cet opus, Crash et Coco parcourent le monde pour récupérer des cristaux capables d'enfermer les Masques des Éléments et bénéficient de nouveaux véhicules, comme une Jeep, un planeur, un sous-marin et une « atlasphère » — une sorte de boule de hamster que Crash pousse pour avancer.
Le développement du jeu commence au cours de l'an 2000 sous le nom de Crash Bandicoot Worlds. Développé par Mark Cerny, cet opus est pensé comme un jeu en monde ouvert avec des éléments de puzzle et doit permettre à Crash de voyager entre différentes planètes. Lorsque Universal Interactive Studios conclut un accord avec Konami pour la distribution des jeux de la franchise Crash Bandicoot, Cerny quitte le développement du titre et Traveller's Tales dispose alors de douze mois pour concevoir un nouveau jeu à partir d'une feuille blanche.
Crash Bandicoot: La Vengeance de Cortex reçoit un accueil mitigé de la part de la presse vidéoludique, qui regrette un système de jeu presque identique à celui des précédents opus de la série, en particulier Crash Bandicoot 3: Warped, que ce soit dans les mouvements de Crash, la collecte des cristaux, gemmes et reliques ou dans le parcours de niveaux à défilement latéral, alors que Jak and Daxter offre un environnement en monde ouvert. L'angle de caméra fixe, l'imprécision des séquences de plates-formes et les longs temps de chargements des niveaux sont également critiqués, alors que les graphismes soignés, permis par la PlayStation 2 et plus encore par la Xbox, sont salués par la critique.
Crash Bandicoot: La Vengeance de Cortex est situé à la quatrième place dans la trame de la série lors de sa sortie, juste après Crash Bandicoot 3: Warped. Il devient le cinquième opus chronologique après la parution de Crash Bandicoot 4: It's About Time en 2020. Ce dernier met en lumière la libération de Cortex et de ses acolytes à l'issue de Warped, auparavant inexpliquée.

## Trame

### Univers
Une grande partie du jeu est axée sur le centre de réalité virtuelle, conçu par Coco Bandicoot et qui permet à Crash et à Coco Bandicoot de voyager vers différents lieux sur la planète. Ainsi, les niveaux situés sur la banquise de l'Arctique, entourés d'eau gelée, sont peuplés de phoques, narvals, pingouins et autres skieurs en colère ; parfois, Coco doit même échapper à une avalanche. Certains niveaux prennent place dans un château médiéval, où Crash et Coco affrontent des sorciers, des chauve-souris ou des chevaliers, et tentent d'échapper à un dragon cracheur de feu. Quelques niveaux prennent pour décor une centrale nucléaire équipée de marteaux hydrauliques et habitée de bandits lanceurs de grenades. Crash parcourt également une forêt tropicale peuplée d'indigènes et de rhinocéros à bord d'une Jeep, mais aussi des fonds marins à bord d'un sous-marin ou en nageant aux côtés d'hommes-grenouilles, de méduses et autres mines. Coco traverse des niveaux situés en Asie où elle fait face à des ninjas, des sonneurs de gong et des tireurs de pousse-pousse, et doit échapper à un tsunami. D'autres niveaux ont lieu dans des laboratoires du Docteur Neo Cortex, où se trouvent des lames rotatives, des savants, des robots et des lasers. Crash gravit un volcan en éruption où vivent des crabes, des singes et des perroquets kamikazes, et il traverse enfin des villes fantômes du Far West, abandonnées aux ânes, aux buses, aux scorpions et aux déclencheurs de TNT, tandis que Coco parcourt l'espace à bord d'un vaisseau.

### Personnages

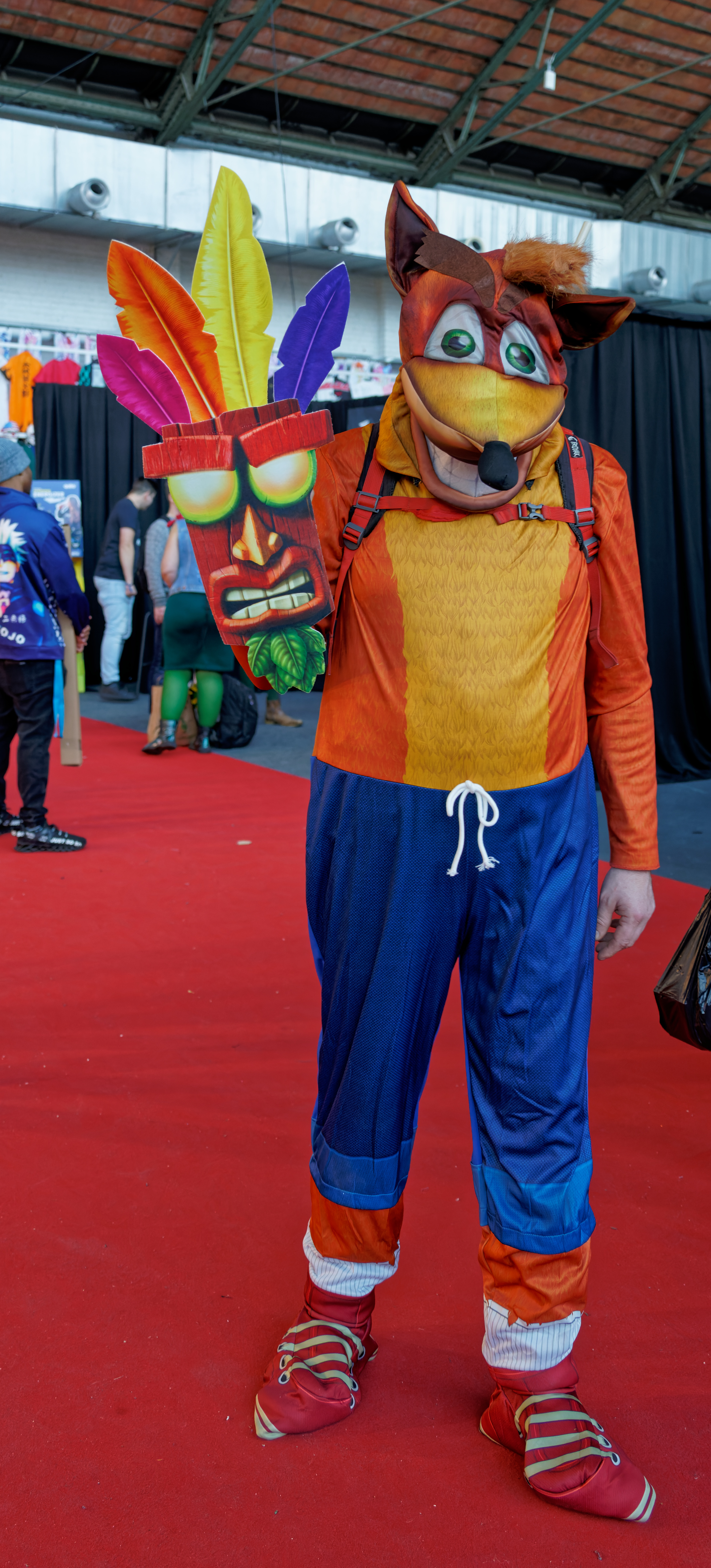
Cosplay de Crash Bandicoot, le personnage principal du jeu, accompagné d'Aku Aku.

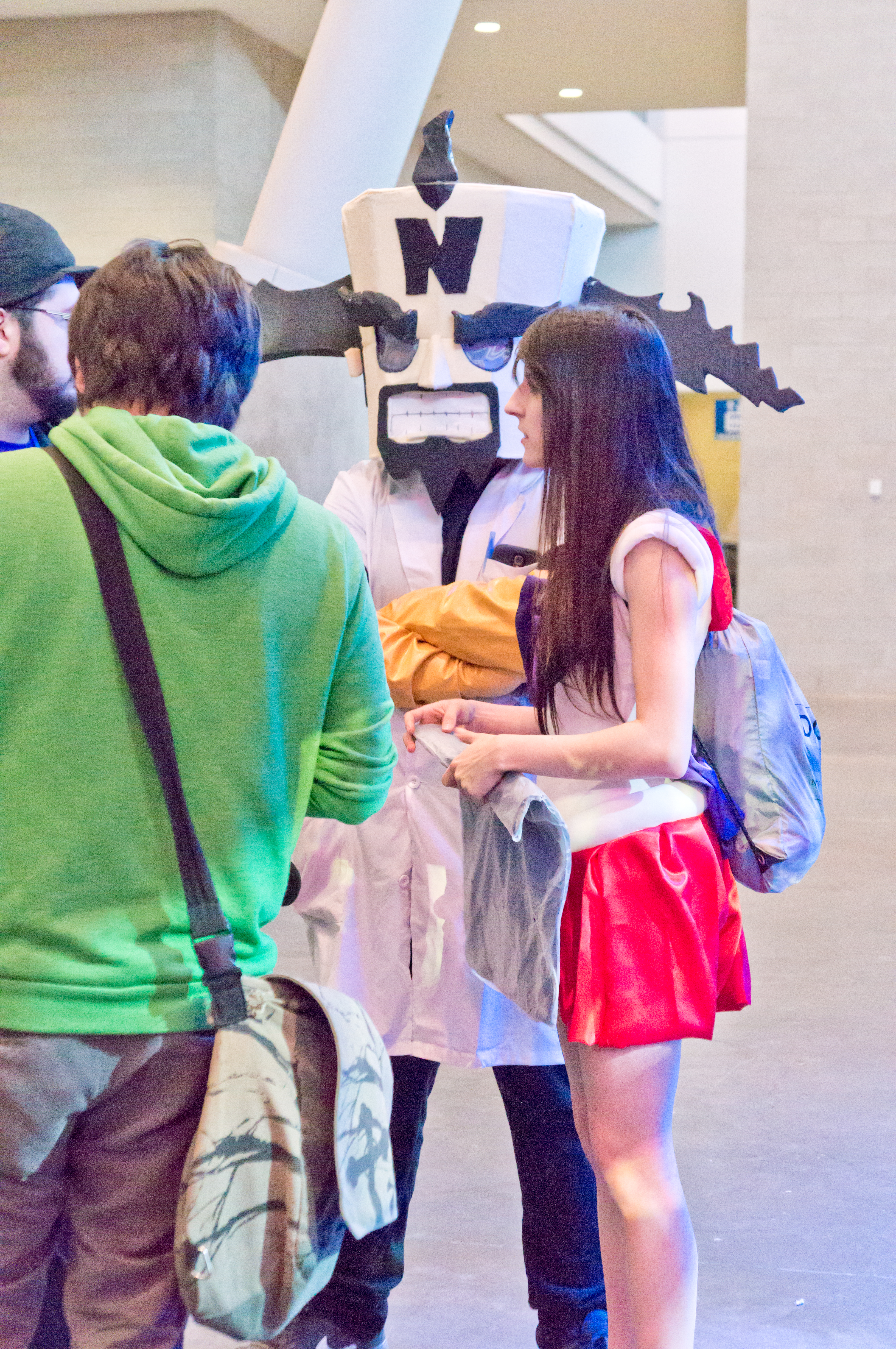
Cosplay du Docteur Neo Cortex, l'ennemi juré de Crash Bandicoot.

Le héros principal est Crash Bandicoot, un marsupial orange (un bandicoot rayé de l'Est) muet et chaussé de baskets, qui doit récupérer des cristaux afin de remettre les Masques des Éléments, un groupe de masques antiques maléfiques, dans leur état d'hibernation. Il est aidé par Aku Aku, un masque sorcier qui le protège du mal et qui lui donne de précieux conseils. Crash est aussi épaulé dans sa quête par sa sœur Coco Bandicoot, un génie en informatique à l'origine de la salle de réalité virtuelle, experte en arts martiaux et en conduite de trottinette,.
Le principal antagoniste du jeu, le Docteur Neo Cortex, est un scientifique fou qui, par le passé, a créé Crash Bandicoot et cherche dorénavant à l'éliminer et à dominer le monde. Cortex est le créateur de Crunch Bandicoot, un bandicoot génétiquement modifié et doté d'un bras bionique, conçu spécialement pour détruire Crash,. Afin de lui fournir une source de pouvoir, Crunch est accompagné des quatre Masques des Éléments : Rok-Ko, le masque de la Terre, colérique et ayant l'apparence d'une roche, qui contrôle les tremblements de terre et les glissements de terrain ; Wa-Wa, le masque de l'Eau, vieux rabat-joie et ressemblant à une flaque de boue, qui déclenche des orages et des inondations, et qui dirige une faune et une flore sous-marines hideuses et une flotte de navires quasi insubmersibles ; Py-Ro, le masque du Feu, au tempérament irascible et considéré comme le plus puissant et le plus maléfique de la bande, qui contrôle les éruptions volcaniques ; et Lo-Lo, le masque de l'Air, au caractère fou et facétieux, capable de déclencher des tornades,.
Cet opus réintroduit également des sbires de Cortex issus des aventures précédentes du bandicoot. Ainsi, on retrouve, notamment dans les niveaux parcourus par Crash dans son atlasphere, le tigre mastodonte Tiny Tiger, qui utilise sa musculature pour bloquer le passage du héros, Dingodile, un animal mi-dingo mi-crocodile muni d'un lance-flammes, le Docteur Nefarious Tropy, maître du temps autoproclamé qui tire des boules de feu avec sa lance, et le Docteur N. Gin, qui n'apparaît que dans la cinématique d'introduction du jeu. Enfin, Uka Uka, le frère jumeau maléfique d'Aku Aku, fait également sa réapparition. À l'origine de la libération des Masques des Éléments, il motive Cortex et ses sbires par la peur et l'intimidation,.

### Scénario
Dans une station spatiale en forme de tornade située dans l'espace, Uka Uka organise une convention du Mal, à laquelle participent le docteur Neo Cortex, N. Gin, Dingodile, N. Tropy et Tiny Tiger. Uka Uka, outré par leur piètre bilan en matière de propagation du mal, leur ordonne d'imaginer un plan pour se débarrasser de Crash Bandicoot. Cortex annonce travailler depuis deux ans sur la conception d'une arme ultra-secrète, un super-bandicoot baptisé Crunch Bandicoot, mais révèle qu'il lui manque une source d'énergie. Uka Uka suggère alors d'utiliser les Masques des Éléments, un groupe de masques renégats qui contrôlent respectivement la terre, l'eau, le feu et l'air, et qui avaient ravagé la planète il y a plusieurs siècles en provoquant des séismes, des inondations et une ère glaciaire, jusqu'à ce qu'ils soient emprisonnés et mis en état d'hibernation par les Anciens, à l'aide de cristaux spéciaux. Cortex en déduit que s'il réveille les Masques des Éléments et exploite leur pouvoir destructeur, il pourra donner vie à Crunch et éliminer Crash Bandicoot pour toujours,.
Sur Terre, le monde est soudainement frappé par de graves catastrophes naturelles. Ayant compris qu'Uka Uka a libéré les Masques des Éléments, Aku Aku alerte Crash et Coco Bandicoot de la situation, leur révélant que le seul moyen d'arrêter les quatre entités malfaisantes est de les emprisonner de nouveau en récupérant les cristaux dispersés sur Terre. En utilisant le nouveau système de téléportation de Coco, Crash et cette dernière parcourent le monde et récupèrent les cristaux, tout en repoussant les attaques de Crunch Bandicoot et des Masques des Éléments en cours de route. Cependant, une fois les cristaux rassemblés et les Masques mis en état d'hibernation, les pouvoirs élémentaires de Crunch atteignent leur capacité maximale, forçant Crash à le combattre dans la station spatiale de Cortex. Malgré tout, Crash bat Crunch, ce qui le libère du contrôle de Cortex. Furieux de cet échec, Uka Uka attaque Cortex avec une boule de feu qui touche une partie essentielle de la station spatiale, ce qui entraîne son auto-destruction. Crash, Aku Aku et Crunch s'échappent et retournent à la maison des Bandicoot grâce au vaisseau de combat spatial de Coco, tandis que Cortex et Uka Uka déploient une capsule de sauvetage et finissent par atterrir quelque part en Antarctique, où Uka Uka poursuit furieusement Cortex sur une petite banquise.

## Système de jeu

### Fonctionnement des niveaux
Crash Bandicoot : La Vengeance de Cortex est un jeu vidéo de plates-formes dans lequel le joueur contrôle Crash et Coco Bandicoot, qui doivent explorer différents lieux afin de récupérer les vingt-cinq cristaux nécessaires pour vaincre le Docteur Neo Cortex, Crunch Bandicoot et les Masques des Éléments. Une grande partie du jeu se déroule dans un centre de réalité virtuelle créé par Coco et permettant de voyager à travers le monde. Le centre est divisé en cinq chambres (dont une initialement débloquée) disposant chacune de cinq boutons qui ouvrent des portails menant aux différents niveaux. L'objectif est de trouver et d'obtenir le cristal caché dans chacun de ces niveaux. Le cristal est généralement situé à la fin du niveau, mais peut également être obtenu en réussissant un défi, comme abattre des générateurs que Cortex utilise pour créer des tornades à l'aide d'un planeur, couler des navires à l'aide d'une libellule, détruire des stations spatiales grâce à un vaisseau ou encore remporter une course à bord d'une Jeep. La majorité des niveaux contiennent une plate-forme bonus, qui mène à une zone où le joueur doit récupérer tous les objets qui s'y trouvent. Ces zones bonus peuvent être jouées autant de fois que le joueur le souhaite jusqu'à ce qu'il ait entièrement parcouru la zone puisqu'il est impossible d'y perdre une vie. Quelques niveaux possèdent également une « route de la mort », accessible à condition que le joueur n'ait perdu aucune vie depuis son entrée dans le niveau. Ces zones, plus difficiles, permettent d'obtenir des gemmes de couleur, qui elles-mêmes déverrouillent des chemins de gemmes, menant à des gemmes grises,. Après avoir trouvé les cristaux des cinq niveaux, un sixième bouton menant à un niveau de boss apparaît. Une fois le boss vaincu, la chambre suivante est débloquée.

### Caisses
Les caisses jouent un rôle de premier plan dans Crash Bandicoot : La Vengeance de Cortex. Elles peuvent être détruites avec toutes les facultés de Crash ou Coco. Chaque caisse renferme des éléments utiles ou augmente la mobilité de Crash et Coco. Bien que la plupart des caisses contiennent des fruits Wumpa, d'autres recèlent un masque de sorcier Aku Aku, qui sert de bouclier à Crash ou Coco lorsque l'un ou l'autre est frappé par un ennemi. Si trois masques sont cumulés, le héros devient invincible pendant une courte durée. Les caisses renforcées ne peuvent être détruites que par la technique du saut-pilon. Les caisses marquées d'une flèche pointant vers le haut permettent de sauter à des hauteurs inaccessibles avec un saut normal, et ne peuvent être détruites qu'avec la tornade de Crash ou le coup de pied de Coco. Certaines d'entre elles sont en acier et donc indestructibles. Les caisses grises marquées d'un point d'exclamation, une fois activées à la suite d'un contact physique avec Crash ou Coco, permettent de matérialiser toutes les structures transparentes formant les contours d'une caisse à proximité. Les caisses TNT explosent trois secondes après que le héros saute dessus ou explosent directement à la suite d'une tornade de Crash ou du coup de pied de Coco, alors que les caisses Nitro explosent après tout contact physique. Toutes les caisses Nitro du niveau peuvent être neutralisées en déclenchant une boîte verte marquée d'un point d'exclamation. Les caisses d'invisibilité permettent au joueur d'être invisible et invincible pendant un court laps de temps. Les caisses point de contrôle, qu'elles soient en bois ou en métal, permettent au héros de retourner à l'endroit où la dernière caisse de ce type a été ouverte lorsqu'il perd une vie,.

### Gemmes et reliques
Outre les cristaux, des gemmes claires et des gemmes de couleur peuvent être collectées. Une gemme claire peut être obtenue en détruisant toutes les caisses d'un niveau ou en terminant une zone secrète. Il y a quarante-six gemmes à récupérer, dont cinq de couleur (rouge, bleue, verte, jaune et violette) dans les zones de la mort et cinq de couleur grise dans les chemins des gemmes,.
Une relique peut être gagnée en retournant à un niveau où le cristal a déjà été récupéré. Pour obtenir une relique, le joueur doit déclencher le mode contre-la-montre en marchant sur un chronomètre flottant au début du niveau et doit parcourir ce dernier dans un temps imparti. Des caisses jaunes marquées d'un chiffre un, deux ou trois sont dispersées dans le niveau. Lorsque ces caisses sont brisées, le chrono est gelé pendant le nombre de secondes inscrit sur la boîte. Ne pouvant pas perdre de vies dans ce mode de jeu, il n'y a pas de fruit Wumpa à récupérer et le joueur peut recommencer autant de fois qu'il le désire. À chaque fois que le joueur meurt, il doit recommencer tout le niveau. Selon le temps que met le joueur à parcourir le niveau, il y a trois grades de reliques : la relique en saphir, si le joueur bat le premier temps imparti ; la relique en or, si le joueur bat le deuxième temps imparti et la relique en platine, si le joueur bat le temps le plus rapide défini par le jeu. Une fois les vingt-cinq cristaux obtenus, Crunch battu une première fois et les cinq premières reliques obtenues, une plate-forme apparaît au centre de la salle et débloque le premier niveau secret (niveau 26). Les niveaux secrets suivants (de 27 à 30) sont débloqués ainsi par tranche de cinq reliques (dix pour le niveau 27, quinze pour le 28, vingt pour le 29, et vingt-cinq pour le 30). Il y a au total trente reliques à gagner,.

### Système de santé et capacités des personnages
Crash et Coco commencent le jeu avec quatre vies. Une vie est perdue lorsqu'ils sont frappés par une attaque ennemie ou s'ils subissent tout autre type de blessure. Une vie peut être gagnée en collectant cent fruits Wumpa ou en cassant une caisse renfermant une vie. Lorsque le joueur n'a plus de vie, la partie est terminée. Cependant, il est possible de continuer le jeu en sélectionnant « Oui » sur l'écran de fin de partie. Le joueur réapparait alors dans le centre de réalité virtuelle muni de quatre vies.
Au début du jeu, Crash peut sauter dans les airs pour atterrir sur un ennemi, effectuer une tornade pour envoyer l'ennemi hors de l'écran, glisser sur le sol, et effectuer un saut-pilon — c'est-à-dire, s'écraser sur le sol pour briser certains objets. La combinaison d'une glissade et d'un saut permet de sauter plus haut. Dans quelques niveaux, Crash se déplace uniquement en nageant. Ces capacités peuvent être améliorées en battant le boss de chaque chambre. Coco peut, quant à elle, sauter, effectuer le saut-pilon, donner un coup de pied balayette, ou encore un coup de pied de karaté pour battre un ennemi.
À chaque fois que Crash vainc le boss d'une chambre, il reçoit un super pouvoir. Le premier super pouvoir, obtenu en battant Rok-Ko, le masque de la Terre, est la « Pointe des pieds », qui permet de marcher sur les caisses Nitro. Le deuxième, obtenu en battant Wa-Wa, le masque de l'Eau, est le « Double Saut » : Crash peut sauter deux fois plus haut. Le troisième super pouvoir, qui s'acquiert après avoir triomphé de Py-Ro, le masque du Feu, est la « Super Tornade », plus longue et plus violente. Avec la combinaison d'un « Double Saut » puis d'une « Super Tornade », Crash peut notamment dans certains niveaux bonus traverser de longs passages vides ou éviter un ensemble de caisses Nitro. Le quatrième super pouvoir, débloqué après la victoire sur Lo-Lo, le masque de l'Air, est le « Bazooka », qui détruit des ennemis et des caisses à distance ou inaccessibles. La « Chaussure de vitesse », cinquième et dernier super pouvoir, que Crash reçoit après la défaite de Crunch Bandicoot et du Docteur Neo Cortex, permet notamment de battre des records de temps dans le mode contre-la-montre. Enfin, un sixième super pouvoir est caché dans l'un des niveaux du jeu, le « Super Plat » : il augmente l'impact lorsque Crash s'écrase sur le sol et permet la destruction de caisses relativement éloignées,.
Crash et Coco disposent enfin de véhicules pour se déplacer. Dans certains niveaux, Crash doit participer à une course en Jeep, qui bénéficie d'un bonus d'accélération lorsqu'elle roule sur une flèche verte. Quelques niveaux permettent à Crash de voler dans un planeur, capable de faire des tonneaux latéraux pour esquiver des tirs et tirer à l'aide d'un canon. Crash dispose aussi d'une libellule, capable de viser des cibles ennemies puis de tirer un projectile. Dans certains niveaux aquatiques, Crash se déplace à bord d'un sous-marin armé de torpilles et de grenades. D'autres niveaux ne peuvent être traversés qu'à l'intérieur d'une atlasphère, une sorte de boule de hamster que Crash pousse pour avancer. Crash dispose parfois d'un « copter-pak » qui lui permet également de voler dans les airs, et d'un robot capable de détruire des caisses en marchant dessus, de viser et tirer sur des ennemis. Quant à Coco, elle parcourt certains niveaux avec une trottinette et d'autres avec un snowboard, avec lequel elle peut sauter et accélérer sa vitesse de glissade.

## Développement

### Le projetCrash Bandicoot Worlds
À l'origine, Crash Bandicoot : La Vengeance de Cortex doit être conçu par Mark Cerny, qui avait produit les précédents jeux de la série, et publié par Sony Computer Entertainment. Ce nouvel opus sous la direction de Cerny, baptisé initialement Crash Bandicoot Worlds, est pensé comme un jeu en monde ouvert avec des éléments de puzzle, et doit permettre à Crash de voyager entre différentes planètes,. Au début de l'année 2000, lorsque Universal Interactive Studios confie à Traveller's Tales le développement de ce nouveau jeu, le studio britannique produit une démo en rendu 3D de Crash traversant un niveau volcanique, et présente également un niveau ayant pour cadre des pentes enneigées. Le développement du moteur du jeu commence au milieu de l'an 2000,.
En septembre 2000, Universal Interactive Studios annonce avoir conclu un accord avec l'éditeur japonais Konami pour la publication d'un jeu Crash Bandicoot sur l'ensemble des consoles de nouvelle génération, PlayStation 2, Game Boy Advance, GameCube et Xbox, alors qu'Universal Interactive Studios se charge de la production des jeux. Konami remplace alors Sony Computer Entertainment, qui était l'éditeur des précédents opus de la série, sortis exclusivement sur PlayStation. Jim Wilson, le directeur général d'Universal Interactive Studios, justifie ce partenariat : « Crash Bandicoot est l'une des seules franchises de jeux d'action à avoir rencontré un succès équivalent en Amérique du Nord, en Europe et au Japon. Nous avons choisi Konami comme partenaire en raison de son succès avéré avec des titres tels que Metal Gear Solid, résultant d'un marketing et d'une distribution efficaces sur chaque territoire ». Cette séparation entre Universal et Sony provoque le départ de Mark Cerny de l'équipe de développement : Traveller's Tales, qui doit reprendre la conception du jeu à partir de zéro et ne dispose que de douze mois pour l'achever, est contraint de passer d'un jeu en monde ouvert à un jeu plus classique, en reprenant la formule qui a fait le succès des titres antérieurs,.

### Conception
La majorité des personnages et des véhicules de Crash Bandicoot : La Vengeance de Cortex sont conçus et texturés par Nicola Daly et animés par Jeremy Pardon, tandis que le personnage de Crunch Bandicoot est imaginé par Craig Whittle de Traveller's Tales et Sean Krankel d'Universal Interactive Studios,. La quasi-totalité des trente niveaux que comprend le jeu sont linéaires (ils « conservent [le] côté "couloir" » des précédents jeux), ce qui fait dire à Gerald Villoria de GameSpot que le level design est en 2,5D, à l'image de Klonoa 2: Lunatea's Veil. La PlayStation 2 permet à l'équipe de développement de nettes améliorations graphiques par rapport à la PlayStation : ainsi, le personnage de Crash Bandicoot est composé d'environ 1 800 polygones, contre 500 dans les premiers opus de la série, ce qui permet un rendu plus détaillé et de nouvelles expressions faciales. Le visage de Crash s'anime donc au niveau des yeux, des sourcils, des lèvres, des joues, des oreilles et du nez. Sa touffe de cheveux est plus réaliste tandis que les coutures de son pantalon et de ses baskets sont désormais visibles. De façon générale, le jeu affiche une cadence de 60 images par seconde et chaque image est composée de 8 à 10 millions de polygones. Cela permet la création de nouvelles animations de mort pour Crash et ses ennemis ainsi que davantage de détails dans les environnements parcourus par le joueur et les catastrophes naturelles présentes dans le jeu, comme les tsunamis, les coulées de boue et les tornades,.
En novembre 2000, Universal Interactive Studios publie une première vidéo promotionnelle du jeu à destination de la presse spécialisée, où l'on voit notamment Crash Bandicoot se faufiler sur la pointe des pieds à travers des caisses Nitro. Là encore, il traverse un niveau volcanique et un autre enneigé,.

Le logo français de Crash Bandicoot : La Vengeance de Cortex.

Au printemps 2001, Traveller's Tales présente une première version de Crash Bandicoot : La Vengeance de Cortex, complète à 30 %. Arthur Parsons, le designer et producteur du nouvel opus, annonce que le développeur britannique n'a pas souhaité « prendre une toute nouvelle direction et contrarier les millions de personnes qui ont acheté et joué » aux précédents volets, pour finalement en « conserver les bons et amusants éléments ». Ainsi, 65 % du système de jeu, c'est-à-dire les caisses et les mouvements de Crash, ou encore la collecte des cristaux, des gemmes et des reliques, est identique aux titres antérieurs, notamment Crash Bandicoot 3: Warped. En outre, Daniel Suarez, producteur du jeu pour Universal Interactive Studios, explique que « Mark Cerny et Naughty Dog ont fait les meilleurs jeux PlayStation du moment, donc oui, il y a de la pression mais Traveller's Tales a fait un travail incroyable jusqu'à présent en termes de volonté d'émuler et de recréer ce qu'ils avaient fait. Nous avons examiné les plans de niveaux que Mark Cerny avait déjà réalisés, en regardant comment ils avaient fait différentes choses et en en tirant vraiment des leçons pour passer au niveau supérieur ». Les nouveautés résident dans l'utilisation de nouveaux véhicules, comme la Jeep et l'atlasphère, dans un système qui rappelle celui de Destruction Derby selon Suarez. L'un des niveaux utilisant la Jeep met en scène Crash poursuivi par des lions, des éléphants, des rhinocéros et des tigres, dans un résultat rappelant Jumanji. Les niveaux de boss sont plus élaborés que ceux des précédents titres, puisque Crash doit traverser un laboratoire jonché d'obstacles avant d'entamer le combat — une idée qui sera abandonnée dans la version finale. Dans quelques niveaux, certaines zones sont ouvertes et ne suivent pas un tracé linéaire, les développeurs prévoient d'y inclure des énigmes de type puzzle. Parsons révèle également l'ajout de nouvelles caisses élémentaires, qui apparaissent dans les anciens niveaux lorsque le boss d'une chambre est vaincu. L'ouverture de ces caisses élémentaires déverrouille une zone secrète ou un mini-boss : ainsi, l'ouverture des caisses de feu dans un niveau situé sur la banquise ferait fondre les murs de glace pour déclencher un mini-boss contre un mammouth squelettique ou encore un gorille,. Des niveaux jouables en coopération multijoueur sont également envisagés, mais cette possibilité, ainsi que les mini-boss, sont abandonnés au cours du développement du jeu pour « maintenir le rythme rapide et effréné du système de jeu », d'après Parsons.

### Version de démonstration
Crash Bandicoot : La Vengeance de Cortex est présenté au grand public lors de l'Electronic Entertainment Expo 2001, organisé du 17 au 19 mai à Los Angeles. Cette version de démonstration, qui correspond au jeu développé à 30 %, comprend des niveaux à défilement latéral où les chemins sont plus larges que dans ses prédécesseurs, une fluidité et une résolution graphique qui en font l'un des jeux de plate-forme sur PlayStation 2 les plus impressionnants d'après la presse spécialisée, avec Klonoa 2: Lunatea's Veil,. La version de démonstration présentée lors de ce salon est constituée de cinq niveaux, dont Glace Eskimo, dans lequel Crash, enfermé dans l'atlasphère — une boule transparente qui laisse une trace sur son passage dans la neige —, roule sur des ponts et évite des gouffres sans fond dans un environnement enneigé. Ce système de jeu rappelle Marble Madness sorti en 1984. Les autres niveaux sont Banzai Bonsai, qui met en scène Coco dans une séquence de plates-formes nécessitant beaucoup de précision de la part du joueur ; La Route du Vent, dans lequel Crash pilote un planeur dans un environnement inspiré des champs du Wisconsin ; Tout Feu Tout Flamme et Y a pas de Lézard, qui sont deux niveaux classiques à l'univers de la série,.

### Bande son
La bande son du jeu est composée par Andy Blythe et Marten Joustra de Swallow Studios. Le jeu dispose également d'une version réarrangée du thème original de Crash Bandicoot créée par Josh Mancell du studio Mutato Muzika. Les bruitages du jeu ont été créés par Ron Horwitz, Tom Jaeger, John Robinson et Harry Woolway d'Universal Sound Studios.
Pour la version originale anglaise, les doubleurs du jeu ont été choisis et dirigés par Margaret Tang tandis que les dialogues ont été écrits par Rik Schaffer. Clancy Brown prête sa voix au Docteur Neo Cortex et à Uka Uka, tandis que Mel Winkler interprète la voix d'Aku Aku et Debi Derryberry celle de Coco Bandicoot. Corey Burton assure la voix du Docteur N. Gin et du Docteur N. Tropy. Kevin Michael Richardson prête sa voix à Crunch Bandicoot, tandis que les Masques des Éléments, Rok-Ko, Wa-Wa, Py-Ro et Lo-Lo, sont respectivement doublés par Thomas F. Wilson, R. Lee Ermey, Mark Hamill et Jess Harnell.

## Commercialisation

Le logo japonais de Crash Bandicoot : La Vengeance de Cortex.

Crash Bandicoot : La Vengeance de Cortex paraît sur PlayStation 2 aux États-Unis le 29 octobre 2001, puis le 23 novembre en Europe et le 20 décembre de la même année au Japon, où il est rebaptisé Crash Bandicoot 4: Sakuretsu! Majin Power. Après avoir atteint les 500 000 exemplaires vendus, le jeu est réédité en 2002 en Amérique du Nord dans la gamme Greatest Hits, pour laquelle il bénéficie de temps de chargement améliorés. Il reparaît ensuite le 11 octobre de la même année en Europe dans la gamme Platinum et le 17 octobre au Japon dans la gamme PlayStation 2 The Best.
Le portage de Crash Bandicoot : La Vengeance de Cortex sur Xbox est annoncé par Universal Interactive en janvier 2002. Il comporte quelques améliorations graphiques permises par la puissance matérielle de la console de Microsoft, comme une nouvelle technique d'ombrage pour simuler la fourrure de Crash, et des temps de chargement réduits. C'est le premier jeu de la série Crash Bandicoot à paraître sur une console autre que celle produite par Sony. Selon Jim Wilson, le président d'Universal Interactive, « la décision d'Universal Interactive de sortir Crash Bandicoot : La Vengeance de Cortex sur Xbox a été motivée par la popularité constante et écrasante de Crash dans le monde entier. Désormais, une nouvelle génération de joueurs aura la chance de jouer à Crash sur une toute nouvelle console puissante qui le mettra en valeur ». Il sort aux États-Unis le 15 avril 2002, puis le 16 avril en Europe et le 24 octobre de la même année au Japon. Le jeu est réédité le 11 avril 2003 dans la gamme Xbox Classics en Europe, et la même année dans la gamme Platinum Hits aux États-Unis. Le jeu est rétrocompatible avec la Xbox 360, et rejoint le 4 décembre 2007 la section « Jeux de la 1re Xbox » (Xbox Originals) du service de jeux en téléchargement de la console,.
Le portage du jeu sur GameCube, développé par Eurocom, est dévoilé par la presse spécialisée dès avril 2001, tout comme celui de Spyro: Enter the Dragonfly, dont la franchise est également détenue par Universal Interactive. Il propose une qualité visuelle proche de celle de la PlayStation 2, en rajoutant quelques effets d'eau, et une compatibilité avec la Game Boy Advance par l'intermédiaire d'un câble. Celui-ci permet alors de télécharger et de jouer à un mini-jeu, intitulé Crash Blast, qui consiste en un stand de tir dans lequel Crash doit éliminer ses adversaires en leur tirant dessus avec des fruits, tout en évitant de toucher ses amis,. Le jeu est disponible le 17 septembre 2002 aux États-Unis, puis le 1er novembre de la même année en Europe et le 4 décembre au Japon. Il est réédité dans la gamme Player's Choice (Le Choix des joueurs) aux États-Unis en 2003 puis le 22 octobre 2004 en Europe.

## Accueil

### Critiques générales
Crash Bandicoot : La Vengeance de Cortex, sur PlayStation 2, reçoit un accueil contrasté de la part de la presse spécialisée. Le site francophone Jeuxvideo.com apprécie « une réalisation soignée et des challenges diversifiés » mais regrette que le jeu « manque d'originalité et devien[ne] vite très crispant sur certains passages qu'il faut connaître par cœur pour avoir une chance de réussir. Le concept du parcours prédéfini avoue ses limites face à la liberté d'action d'un jeu tel que Jak and Daxter », développé par Naughty Dog, le studio qui a créé la saga Crash Bandicoot. Gamekult, du même avis, égrène les « lacunes » d'un opus qui s'adresse surtout aux fans de la série : « chargements intempestifs, cinématiques ringardes, IA misérable, pauvreté de gameplay, maniabilité imprécise », une critique partagée par le mensuel Consoles +, qui note toutefois que les « ingrédients qui ont fait le succès des précédents opus de la série sont réunis »,. Du côté de la presse anglophone, le site GameSpot apprécie des graphismes « réussis » et des personnages « attrayants », mais regrette que ce titre ne soit « qu'une simple mise à niveau des jeux PlayStation plutôt qu'une nouvelle expérience ». Le site IGN constate « un jeu assez agréable à jouer et joli à regarder. Il n'a rien de très spécial, mais il n'est pas mauvais, pas mauvais du tout » mais espère à l'avenir « de gros changements, en termes de créativité et, espérons-le, d'originalité ».
L'accueil par la presse spécialisée du portage sur Xbox est globalement identique à celui de la version sur PlayStation 2 : parmi les différences avec celle-ci, IGN regrette la mauvaise qualité du son surround et ne conseille pas son achat. Le site Jeuxvideo.com apprécie « quelques améliorations qui rendent la progression un peu plus agréable », et en dépit des critiques déjà formulées pour la version PlayStation 2, ce média s'accorde avec Gamekult pour dire que les jeux de plates-formes demeurent à l'époque « trop rares » sur Xbox « pour bouder ce titre »,.
Les critiques du portage pour GameCube, sorti un an après la version originale, sont cependant bien plus négatives. Le site américain GameSpot critique un « portage médiocre d'un jeu médiocre » qui conviendra à un public recherchant un jeu de plates-formes difficile, mais pas à celui qui souhaite voir « un scénario intéressant ». Le mini-jeu Crash Blast est perçu comme une « excuse [pour la médiocrité du portage] » et son système de jeu, avec des cibles identiques à toucher, est considéré comme « un retour en arrière par rapport à l'époque de Hogan's Alley », sorti sur Nintendo Entertainment System en 1984. Gamekult se « demande bien ce que les joueurs pourront trouver à ce Crash Bandicoot : La vengeance de Cortex vieillissant qui n'a pas su évoluer à travers les âges » et déplore un portage « bâclé comportant encore de vilains ralentissements ». Ce site francophone, à l'image d'IGN, voit un portage qui n'intéresserait que les collectionneurs et qui fait figure d'antiquité par rapport à des titres de référence du jeu vidéo de plates-formes en 2002, comme Conker's Bad Fur Day, Super Mario Sunshine et Sly Raccoon,.

### Critiques dugameplay
Le système de jeu de Crash Bandicoot : La Vengeance de Cortex sur PlayStation 2 reçoit des critiques mitigées. Jeuxvideo.com regrette des challenges « prise-de-tête [qui] rebuteront sans aucun doute les plus impatients » et « des niveaux prédéfinis en fausse 3D qui n'offrent aucune liberté d'action au joueur, qui s'effectuent au pixel près et que l'on recommence parfois des dizaines de fois », un avis partagé par l'ensemble de la presse spécialisée. Le site francophone estime la durée de vie à une dizaine d'heures, « loin des quarante heures de jeu annoncées » par Traveller's Tales. Gamekult apprécie au contraire une durée de vie correcte, mais critique des « ennemis décérébrés » qui « agissent sans vous percevoir et répètent inlassablement les mêmes gestes que vous soyez devant ou derrière eux », et un héros « tout mou […] qui a perdu de son énergie explosive ». Surtout, le site s'insurge contre le temps de chargement des niveaux, entre trente secondes et une minute, quand Jak and Daxter est dénué de ce défaut, une critique également mentionnée par Consoles +, qui apprécie cependant la « variété des épreuves » proposées,. Le site américain GameSpot remarque que le développeur britannique « a fait preuve de prudence et a décidé de ne pas modifier ce qui était une formule gagnante dans le passé » en termes de système de jeu, mais estime que la prise en main des véhicules nécessite un temps d'adaptation, tandis que les niveaux avec Coco font état de sauts difficiles à effectuer. IGN note la présence des nouveaux véhicules, des mouvements de Crash, mais trouve que l'ambiance et l'atmosphère du jeu sont « stériles, stéréotypées et définitivement peu originales » car « même les nouveautés sont anciennes » ; les niveaux sont inspirés de ceux des précédents opus, au point de qualifier le jeu de « best of ».
Le portage pour Xbox bénéficie de critiques tout aussi similaires et contrastées, même s'il est unanimement noté que les longs temps de chargement sont supprimés. IGN estime que les niveaux nécessitant des véhicules « sont une bouffée d'air frais par rapport aux éléments de plateformes classiques, mais ils sont soit trop faciles, soit trop frustrants pour être appréciés », notamment si le joueur décide d'ignorer les ennemis, qui ne cherchent aucune interaction celui-ci. En outre, le site américain déplore un déséquilibre entre la difficulté des niveaux classiques, trop faciles, et celle des boss, trop difficiles à vaincre. IGN regrette enfin les vibrations violentes et incontrôlables de la manette, notamment lors des déplacements avec l'atlasphère, au point qu'« elle vous échappe presque des mains ». IGN et GameSpot fustigent également le problème posé par l'angle de caméra fixe, qui empêche d'aborder correctement certains sauts, ce qui fait que Crash « meurt après un seul faux pas » : les niveaux en défilement latéral posent ainsi « une question de mémorisation car il est impossible de voir ce qui se trouve juste devant ». Enfin, la possibilité d'incarner Coco est perçue comme « anecdotique » par Jeuxvideo.com, qui décèle des niveaux et des mouvements très semblables à ceux de Crash, tandis qu'IGN voit en elle « un personnage moins puissant et moins agréable à jouer »,.
La version pour GameCube est reçue plus négativement. Outre les points soulevés pour les deux premiers portages, l'ensemble de la presse spécialisée s'accorde à préférer les mondes ouverts de Super Mario Sunshine, à tel point que GameSpot évoque une sensation de « claustrophobie » à l'idée de parcourir les niveaux de cet opus. Il est également déploré l'absence de tutoriel pour la prise en main des véhicules, obligeant ainsi le joueur à se référer au manuel d'instructions. IGN regrette un jeu « trop simpliste, stéréotypé ou manquant d'évolution, surtout lorsqu'on le compare à certains des jeux concurrents plus complexes et ambitieux du marché », comme Pac-Man World 2.

### Critiques des graphismes
Les graphismes du jeu reçoivent un accueil très positif. GameSpot estime que Crash « n'a jamais été aussi beau », eu égard à des courbes lisses et fluides, et une animation beaucoup plus fluide que sur la PlayStation. Le site américain loue la présence d'effets spéciaux, comme l'éclairage en temps réel et le flou thermique, mais aussi les couleurs vives de certains niveaux, comme ceux sous-marins, jugés « impressionnants, avec des algues flottantes dans un arc-en-ciel de couleurs parsemant le fond marin et des méduses transparentes flottant de manière réaliste dans l'eau ». Néanmoins les textures à ombre plate donnent au jeu un aspect « simpliste ». IGN apprécie un « produit très soigné et fini », au style cartoonesque propre à la série, et juge « superbe » « la lave en fusion en mouvement, les torches et les feux, avec la chaleur montante des torches et des rivières de lave, et les surfaces réfléchissantes et transparentes ». Dans la presse francophone, Consoles + applaudit de « superbes niveaux, bien détaillés et très colorés », « des graphismes riches et soignés », mais regrette qu'il ne s'agisse que de la seule évolution que propose cet opus. Jeuxvideo.com abonde dans le sens des autres médias, mais ajoute que les cinématiques sont « un peu trop naïves ». Gamekult, plus nuancé, estime que « mis à part les ennemis, c'est plutôt mignon et coloré ».
Le portage sur Xbox fait l'objet des mêmes constatations, mais la critique apprécie un rendu plus soigné et coloré que celui offert par la PlayStation 2. IGN juge que la « franchise [Crash Bandicoot] n'a jamais été aussi belle » que sur la console de Microsoft, grâce à une riche palette de couleurs qui « donne vie au monde étrange de Crash », un effet qui donne l'impression d'une véritable fourrure sur le héros, et la disparition quasi-totale des ralentissements et des animations saccadées présents sur la console de Sony. Jeuxvideo.com estime que les développeurs ont « cherché à tirer parti des capacités de la console en améliorant la réalisation graphique et les effets spéciaux », et apprécie de son côté un « un rendu global particulièrement soigné et coloré ».
La version pour GameCube est quant à elle plus négativement critiquée par la presse spécialisée, qui regrette unanimement l'absence des visuels améliorés présents sur le portage Xbox. Gamekult note des graphismes colorés, mais est déçu par le lissage des formes de Crash qui lui donne un aspect « mollasson » et par les violentes saccades dont le jeu fait preuve par moments. IGN regrette des mondes qui « manquent de rondeur » et parfois « vides » alors qu'il n'y a « pas grand-chose à dessiner ». Surtout, les saccades sont jugées regrettables, d'autant plus que cet opus « ne repousse en aucun cas les limites de ce dont la GameCube est capable d'un point de vue graphique », un avis partagé par GameSpot qui estime que la moindre baisse de fréquence d'images par seconde est ici un « signe de paresse »,.

### Critiques de la bande-son
La bande-son de Crash Bandicoot : La Vengeance de Cortex est enfin diversement appréciée par la presse vidéoludique. En ce qui concerne la version pour PlayStation 2, GameSpot note un « doublage convaincant » lors des cinématiques tandis qu'IGN remarque que les effets sonores et la musique sont les mêmes que celles présentes sur les opus sortis sur PlayStation, toujours aussi « pop » mais cette bande sonore est jugée « un peu vieille » et appelle de la nouveauté,. Pour Jeuxvideo.com, le doublage en français n'est « pas toujours de très haut niveau », tandis que « l'ambiance générale se veut particulièrement naïve ».
Concernant le portage pour Xbox, IGN estime que le son multicanal n'est pas bon, car la musique est diffusée dans les haut-parleurs avant et les effets sonores, diffusés dans les haut-parleurs arrière, sont à peine audibles.
Enfin, la version pour GameCube fait l'objet d'avis divers. GameSpot se demande pourquoi Nintendo a autorisé la publication d'un « portage aussi médiocre sur sa console » et en veut pour preuve la bande-son du jeu : « Le volume sonore semble aléatoire : parfois, des portions de dialogue, même celles du même personnage, seront trop faibles pour être entendues, et augmenter le volume de votre téléviseur ne vous fera que vous casser les tympans lorsque l'action reprendra, car certains effets sonores sont bien plus forts que les dialogues ». IGN estime que la musique rappelant le thème de la jungle, le doublage et la bande-son propres à la série « font le job », grâce à un rythme entraînant qui « vous fera taper du pied sans vous en rendre compte ». En outre, les nouveaux thèmes musicaux présents dans certains niveaux sont « rafraîchissants », mais « les cinématiques sont surfaites et certains personnages semblent plus ennuyeux qu'autre chose ».

### Ventes et récompenses
La version pour PlayStation 2 de Crash Bandicoot : La Vengeance de Cortex s'est écoulée à 1,56 million d'exemplaires en Amérique du Nord et à 170 000 copies au Japon. Le jeu dépasse les 600 000 unités vendues au Royaume-Uni, ce qui lui vaut d'être primé par l'Entertainment and Leisure Software Publishers Association du prix Double Platinum,,.
Crash Bandicoot : La Vengeance de Cortex est nommé dans la catégorie du meilleur jeu vidéo lors de l'édition 2002 du Kids' Choice Awards organisée par la chaîne de télévision Nickelodeon, aux côtés de Harry Potter à l'école des sorciers, Backyard Basketball et Mario Kart: Super Circuit ; ce dernier remporte le prix.
En septembre 2004, à l'occasion de la sortie de Crash TwinSanity, Tom Bramwell d'Eurogamer s'entretient avec Daniel Tonkin et Paul Gardner de Traveller's Tales. Ces derniers constatent, rétrospectivement, que La Vengeance de Cortex a réalisé une excellente performance commerciale — « On dépasse les 3,5 à quatre millions d'exemplaires [vendus] à ce stade » —, en dépit d'un accueil critique défavorable. Le journaliste en conclut que « peu importe ce que disent les critiques, Crash se vend ».

### Citations du jeu
1. ↑  Traveller's Tales. Crash Bandicoot : La Vengeance de Cortex (PlayStation 2, Xbox, GameCube). Universal Interactive. octobre 2001 : 
« Uka Uka : Imbéciles ! Idiots ! Abrutis ! Vous êtes vraiment des incapables ! D'après mes sources, les statistiques de propagation du mal sont lamentables !
 Docteur Neo Cortex : Uka Uka, ce n'est pas notre faute ! C'est celle de ce maudit bandicoot ! 
 Uka Uka : Je ne laisserai rien ni personne contrarier la remontée du mal, surtout un marsupial orange sans cervelle. Crash doit être éliminé !
 Docteur N. Gin : Euh… Uka Uka. Est-il nécessaire de vous rappeler que Crash trouve toujours un moyen de faire échouer nos plans ? Il est peut-être trop fort pour nous. 
 Uka Uka : Assez d'excuses ! Revenez tous les cinq avec un bon plan, bande de minables, sinon… »
2. ↑  Traveller's Tales. Crash Bandicoot : La Vengeance de Cortex (PlayStation 2, Xbox, GameCube). Universal Interactive. octobre 2001 : 
« Docteur Neo Cortex : Lors de mes travaux scientifiques, j'ai créé une super-arme génétiquement améliorée, d'une puissance incroyable. Il ne manque plus qu'une source d'énergie suffisante. »
3. ↑  Traveller's Tales. Crash Bandicoot : La Vengeance de Cortex (PlayStation 2, Xbox, GameCube). Universal Interactive. octobre 2001 : 
« Uka Uka : Des éléments… des éléments… Oui ! Les Masques des Éléments ! 
 Docteur Neo Cortex : Oui ! Les Les Masques des Éléments, c'est ça ! Si je libère leur énergie destructrice, j'aurai assez de puissance pour mon arme secrète. Je pourrai aplatir des montagnes et démolir des villes entières ! 
 Uka Uka : Et Crash Bandicoot disparaîtra à jamais de la surface de la Terre pour toujours ! 
 Docteur Neo Cortex : Prépare-toi à affronter ma vengeance, Crash Bandicoot ! »
4. ↑  Traveller's Tales. Crash Bandicoot : La Vengeance de Cortex (PlayStation 2, Xbox, GameCube). Universal Interactive. octobre 2001 : 
« Aku Aku : Crash, Coco, c'est exactement ce que je craignais : Uka Uka et le docteur Cortex ont libéré un groupe de masques destructeurs appelés Masques des Éléments. Nous devons les arrêter avant qu'ils ne détruisent la Terre et ses habitants. Le seul moyen d'arrêter les Masques des Éléments est de les emprisonner en utilisant les cristaux antiques. Pour renvoyer un masque des Éléments dans son état d'hibernation, il faut récupérer cinq cristaux. »
5. ↑  Traveller's Tales. Crash Bandicoot : La Vengeance de Cortex (PlayStation 2, Xbox, GameCube). Universal Interactive. octobre 2001 : 
« Crunch Bandicoot : Ne vous inquiétez pas, docteur Cortex. Maintenant que mes pouvoirs sont au maximum de leurs capacités, ce petit crétin va regretter d'avoir vu le jour. »
6. ↑  Traveller's Tales. Crash Bandicoot : La Vengeance de Cortex (PlayStation 2, Xbox, GameCube). Universal Interactive. octobre 2001 : 
« Crunch Bandicoot : Oh non, où suis-je ? Eh, pas si vite ! Cet horrible savant ne me contrôle plus ! Où est ce pitoyable dégénéré ? »
7. ↑  Traveller's Tales. Crash Bandicoot : La Vengeance de Cortex (PlayStation 2, Xbox, GameCube). Universal Interactive. octobre 2001 : 
« Voix de la station : Alerte ! Surcharge électrique dans la station spatiale infernale ! Sauve qui peut ! 
 Docteur Neo Cortex : L'arc électrique a dû provoquer une petite réaction en chaîne. Il serait plus sage de se diriger vers les nacelles d'évacuation. »
8. ↑  Traveller's Tales. Crash Bandicoot : La Vengeance de Cortex (PlayStation 2, Xbox, GameCube). Universal Interactive. octobre 2001 : 
« Ukua Uka : Imbécile ! Idiot ! Abruti ! Nous avons atterri au milieu de nulle part. »

### Autres références
1. ↑  Mooney 2001, p. 18-20, 80.
2. ↑  Mooney 2001, p. 30.
3. ↑  Mooney 2001, p. 34.
4. ↑  Mooney 2001, p. 40.
5. ↑  Mooney 2001, p. 44-46.
6. ↑  Mooney 2001, p. 65-66.
7. ↑  Mooney 2001, p. 92.
8. ↑  Mooney 2001, p. 96-97.
9. ↑  Mooney 2001, p. 100-101.
10. ↑  Mooney 2001, p. 87.
11. 1 2 3 4  2001, p. 16.
12. ↑  Mooney 2001, p. 12-13.
13. 1 2  2001, p. 17.
14. ↑  Mooney 2001, p. 14.
15. ↑  2001, p. 18.
16. ↑  Mooney 2001, p. 17.
17. ↑  Mooney 2001, p. 15-16.
18. ↑  Mooney 2001, p. 141.
19. 1 2  2001, p. 9.
20. ↑  2001, p. 10.
21. 1 2  2001, p. 15.
22. 1 2 3  Mooney 2001, p. 4.
23. ↑  2001, p. 11-12.
24. ↑  Mooney 2001, p. 9-10.
25. ↑  Mooney 2001, p. 10.
26. ↑  2001, p. 13.
27. ↑  Mooney 2001, p. 11.
28. ↑  Mooney 2001, p. 5.
29. ↑  2001, p. 14.
30. ↑  Mooney 2001, p. 6-8, 29.
31. 1 2  (en) Alistair Wallis, « Playing Catch Up: Traveller's Tales' Jon Burton », sur gamasutra.com, 9 novembre 2006 (consulté le 28 septembre 2024).
32. ↑  Mooney 2001, p. 128.
33. 1 2  (en) « Crash Bandicoot », The PlayStation Book,‎ 2015, p. 80-87.
34. ↑  Mooney 2001, p. 133.
35. 1 2 3  (en) Crispin Boyer, « Crash Landing », Electronic Gaming Monthly, no 142,‎ mai 2001, p. 82-91.
36. ↑  (en) « Konami's Triple Punch: Crash, The Thing, and Jurassic Park III », sur ign.com, 21 septembre 2000 (consulté le 28 septembre 2024).
37. ↑  Mooney 2001, p. 12ç, 132-133.
38. ↑  Mathieu Manche, « La série Crash Bandicoot : Crash Bandicoot : La Vengeance de Cortex / PS2-Xbox-GC », Jeuxvideo.com,‎ 13 novembre 2012 (lire en ligne, consulté le 1er novembre 2024).
39. ↑  (en) Gerald Villoria, « Crash Bandicoot: The Wrath of Cortex Preview », sur gamespot.com, 3 mai 2001 (consulté le 2 octobre 2024).
40. 1 2  Kendy Ty, « Crash Bandicoot: The Wrath of Cortex », Joypad, no 108,‎ mai 2001, p. 16-17.
41. ↑  (en) Axel Strohm, « First Look: Crash Bandicoot PS2 », sur gamespot.com, 16 novembre 2000 (consulté le 28 septembre 2024).
42. ↑  Karim Benmeziane (Anark), « Crash Bandicoot PS2, images », sur gamekult.com, 23 novembre 2000 (consulté le 28 septembre 2024).
43. ↑  (en) « Crash Bandicoot: The Wrath of Cortex - Not naughty, but still nice », Game Informer, no 98,‎ juin 2001, p. 40.
44. ↑  Mooney 2001, p. 130.
45. ↑  « E3 - Crash Bandicoot : la relève sur PS2 », sur gamekult.com, 19 mai 2001 (consulté le 9 octobre 2024).
46. ↑  (en) Douglass C. Perry et Dave Zdyrko, « Crash Bandicoot: The Wrath of Cortex », sur ign.com, 4 octobre 2001 (consulté le 9 octobre 2024).
47. ↑  (en) Shane Satterfield, « E3 2001 Hands-onCrash Bandicoot: The Wrath of Cortex », sur gamespot.com, 17 mai 2006 (consulté le 9 octobre 2024).
48. ↑  (en) Douglass C. Perry, « E3 2001: Crash Bandicoot Impressions & Screens », sur ign.com, 17 mai 2001 (consulté le 9 octobre 2024).
49. 1 2  (en) « Crash Bandicoot: The Wrath of Cortex - Related Games (PS2) », sur gamespot.com (consulté le 22 septembre 2024).
50. ↑  (en) « Greatest Hits Inducts Crash », sur ign.com, 15 octobre 2002 (consulté le 22 septembre 2024).
51. ↑  (en) Giancarlo Varanini, « Crash comes to the Xbox », sur gamespot.com, 31 janvier 2002 (consulté le 22 septembre 2024).
52. ↑  (en) « Crashtastic », sur ign.com, 29 janvier 2002 (consulté le 22 septembre 2024).
53. 1 2  (en) « Crash Bandicoot: The Wrath of Cortex - Related Games (Xbox) », sur gamespot.com (consulté le 22 septembre 2024).
54. ↑  Rédaction de Xbox.com, « Jouer à des jeux Xbox d'origine sur la console Xbox 360 », Xbox.com,‎ date inconnue (lire en ligne, consulté le 1er novembre 2024).
55. ↑  Nicolas Verlet, « Xbox 360 : mise à jour disponible », Gamekult,‎ 4 décembre 2007 (lire en ligne, consulté le 1er novembre 2024).
56. ↑  Rédaction de Xbox.com, « Xbox.com - Crash Bandicoot : Wrath of Cortex », Xbox.com,‎ date inconnue (lire en ligne, consulté le 1er novembre 2024).
57. ↑  (en) Shahed Ahmed, « Crash, Spyro on the GameCube », sur gamespot.com, 23 avril 2001 (consulté le 22 septembre 2024).
58. ↑  (en) Ricardo Torres, « Hands-onCrash Bandicoot: The Wrath of Cortex », sur gamespot.com, 17 mai 2006 (consulté le 22 septembre 2024).
59. ↑  (en) Craig Harris, « Crash Connects », sur ign.com, 28 mai 2002 (consulté le 22 septembre 2024).
60. 1 2  (en) « Crash Bandicoot: The Wrath of Cortex - Related Games (GameCube) », sur gamespot.com (consulté le 22 septembre 2024).
61. 1 2 3 4  Julien Frainaud (Zano) et Maxime Roure (Switch), « Test - Crash Bandicoot: The Wrath of Cortex », Consoles +, no 118,‎ novembre 2001, p. 108-110.
62. ↑  « Speedy - Crash Bandicoot: The Wrath of Cortex », Consoles +, no 124,‎ mai 2002, p. 127.
63. ↑  « Speedy - Crash Bandicoot: The Wrath of Cortex », Consoles +, no 131,‎ décembre 2002, p. 146.
64. ↑  (en) « Crash Bandicoot: The Wrath of Cortex », Electronic Gaming Monthly, no 149,‎ décembre 2001, p. 238.
65. ↑  (en) « Crash Bandicoot: The Wrath of Cortex », Electronic Gaming Monthly, no 154,‎ mai 2002, p. 113.
66. ↑  (en) « Crash Bandicoot: The Wrath of Cortex », Electronic Gaming Monthly, no 160,‎ novembre 2002, p. 306.
67. ↑  (en) « Crash Bandicoot: The Wrath of Cortex », Game Informer, no 105,‎ janvier 2002, p. 87.
68. ↑  (en) « Crash Bandicoot: The Wrath of Cortex », Game Informer, no 109,‎ mai 2002, p. 81.
69. ↑  (en) Sean Molloy (Star Dingo), « Review: Crash Bandicoot: The Wrath of Cortex. », sur gamepro.com, 30 octobre 2001 (consulté le 28 septembre 2024).
70. ↑  (en) Sean Molloy (Star Dingo), « Review: Crash Bandicoot: The Wrath of Cortex. », sur gamepro.com, 2 mai 2002 (consulté le 28 septembre 2024).
71. ↑  (en) Kilo Watt, « Review: Crash Bandicoot: The Wrath of Cortex. », sur gamepro.com, 18 septembre 2002 (consulté le 28 septembre 2024).
72. ↑  (en) « Crash Bandicoot: The Wrath of Cortex », Nintendo Power, no 161,‎ octobre 2002, p. 196.
73. 1 2 3 4  Kévin Kuipers (Nanark), « Test : Crash PS2 : une suite à boy coyoter ? », sur gamekult.com, 24 novembre 2001 (consulté le 28 septembre 2024).
74. 1 2  Kévin Kuipers (Nanark), « Test : Crash Xbox : une suite à boy coyoter ? », sur gamekult.com, 7 mai 2002 (consulté le 28 septembre 2024).
75. 1 2 3  Kévin Kuipers (Nanark), « Test : Crash Bandicoot, et un de plus », sur gamekult.com, 6 novembre 2002 (consulté le 28 septembre 2024).
76. 1 2 3 4 5  (en) Shane Satterfield, « Crash Bandicoot: The Wrath of Cortex Review », sur gamespot.com, 17 mai 2006 (consulté le 28 septembre 2024).
77. 1 2  (en) Shane Satterfield, « Crash Bandicoot: The Wrath of Cortex Review », sur gamespot.com, 17 mai 2006 (consulté le 28 septembre 2024).
78. 1 2 3 4 5  (en) Matthew Gallant, « Crash Bandicoot: The Wrath of Cortex Review », sur gamespot.com, 24 septembre 2002 (consulté le 28 septembre 2024).
79. 1 2 3 4 5  (en) Doug Perry, « Crash Bandicoot: The Wrath of Cortex », sur ign.com, 1er novembre 2001 (consulté le 28 décembre 2024).
80. 1 2 3 4 5 6  (en) Hilary Goldstein, « Crash Bandicoot: The Wrath of Cortex Review », sur ign.com, 26 avril 2002 (consulté le 28 décembre 2024).
81. 1 2 3 4 5  (en) Matt Casamassina, « Crash Bandicoot: The Wrath of Cortex », sur ign.com, 17 septembre 2002 (consulté le 26 décembre 2023).
82. 1 2 3 4 5  Valérie Précigout (Romendil), « Test : Crash Bandicoot : La Vengeance De Cortex (PS2) », sur jeuxvideo.com, 26 novembre 2001 (consulté le 28 septembre 2024).
83. 1 2 3 4  Valérie Précigout (Romendil), « Test : Crash Bandicoot : La Vengeance De Cortex (Xbox) », sur jeuxvideo.com, 2 mai 2002 (consulté le 28 septembre 2024).
84. ↑  Valérie Précigout (Romendil), « Test : Crash Bandicoot : La Vengeance De Cortex (NGC) », sur jeuxvideo.com, 28 mars 2003 (consulté le 28 septembre 2024).
85. ↑  (en) « Crash Bandicoot: The Wrath of Cortex - PlayStation 2 Critic Reviews », sur metacritic.com (consulté le 28 septembre 2024).
86. ↑  (en) « Crash Bandicoot: The Wrath of Cortex - Xbox Critic Reviews », sur metacritic.com (consulté le 28 septembre 2024).
87. ↑  (en) « Crash Bandicoot: The Wrath of Cortex - GameCube Critic Reviews », sur metacritic.com (consulté le 28 septembre 2024).
88. ↑  (en) « The Magic Box - US Platinum Chart Games », sur the-magicbox.com (consulté le 13 octobre 2024).
89. ↑  (en) « The Magic Box - 2001 Top 100 Best Selling Japanese Console Games », sur the-magicbox.com (consulté le 13 octobre 2024).
90. ↑  (en) « ELSPA Sales Awards: Double Platinum », sur elspa.com (consulté le 13 octobre 2024).
91. ↑  (en) « Kids Choice Awards 2002 Results », sur nick.com (consulté le 13 octobre 2024).
92. ↑  (en) Tom Bramwell, « Traveller's Tales on Crash Twinsanity : We ask the Crash developer about the reaction to Wrath of Cortex, the new near-fully 3D approach, Crash and Cortex working together, Jordan Reichek, their future plans and platform games in general. », Eurogamer Royaume-Uni,‎ 22 septembre 2004 (lire en ligne, consulté le 2 novembre 2024).